# Mercado de Sant Pere
El Mercado de Sant Pere, antes llamado de Pere San, es un edificio modernista del municipio de San Cugat del Vallés (Barcelona). Fue proyectado por Ferran Cels en 1911 en la plaza Mayor, que actualmente se llama plaza de Sant Pere. Forma parte del Inventario del Patrimonio Arquitectónico de Cataluña . Alrededor de 1920 se construyó el primer mercado municipal. Más tarde, en 1935, se amplió.  Con claras influencias de Puig y Cadafalch, el edificio presenta elementos  propios del modernismo. En los terrenos donde está situado se encontraba la antigua iglesia parroquial de Sant Pere de Octavià y el cementerio.

## Historia
En 1927, el arquitecto municipal Enric Móra i Gosc se encargó de las obras de ampliación de una segunda nave que respetó todas las características del edificio original. Con los años, se han ido realizando pequeñas reformas que han respetado siempre la estructura inicial. En 2013 fue renombrado de Pere San a Sant Pere por el error de traducción que se había cometido al traducirlo en los  registros de la ciudad.